# Таракан американский
Американский таракан (лат. Periplaneta americana) — синантропный космополитический вид тараканообразных из семейства Blattidae. Родом из тропических районов Африки; в 1625 году был интродуцирован в Северную Америку и затем в Европу. Живут как в зданиях (в частности, в коммерческих), так и дикой природе. В северных Соединённых Штатах тараканы встречаются в основном в вентиляционных тоннелях или больших институциональных зданиях. Его геном был расшифрован генетиками в 2008 году.

## Описание
Данный вид внешне немного напоминает более мелкого прусака. Длина тела имаго 35—50 мм. Самцы кажутся длиннее самок, поскольку крылья самцов заходят за кончик брюшка на 4—8 мм. Насекомое может летать. Блестяще-красные или шоколадно-коричневые с бледно-коричневой или жёлтой полосой по краям переднеспинки. Оотека длиной 8—10 мм вмещает до 16 яиц. На кончике брюшка тараканы имеют пару соединённых церок, состоящих из 18—19 члеников у самцов и 13—14 члеников у самок. У самцов между церками имеется пара придатков — грифельков (лат. styli), похожих на ещё одни, но более мелкие церки, которых нет у самок.

## Экология
В естественной среде тараканы живут в деревянных сваях, гниющей древесине, пальмовых деревьях и коллекторных системах. Они обладают уплощённым телом, что позволяет им проникать через дверные и оконные щели в дома, а также через каналы для электропроводных или водопроводных линий в стенах. Наиболее активны в ночное время суток. В дневное время прячутся в щелях или трещинах, предпочитая тёмные сырые участки на чердаках или подвалах.

### Питание

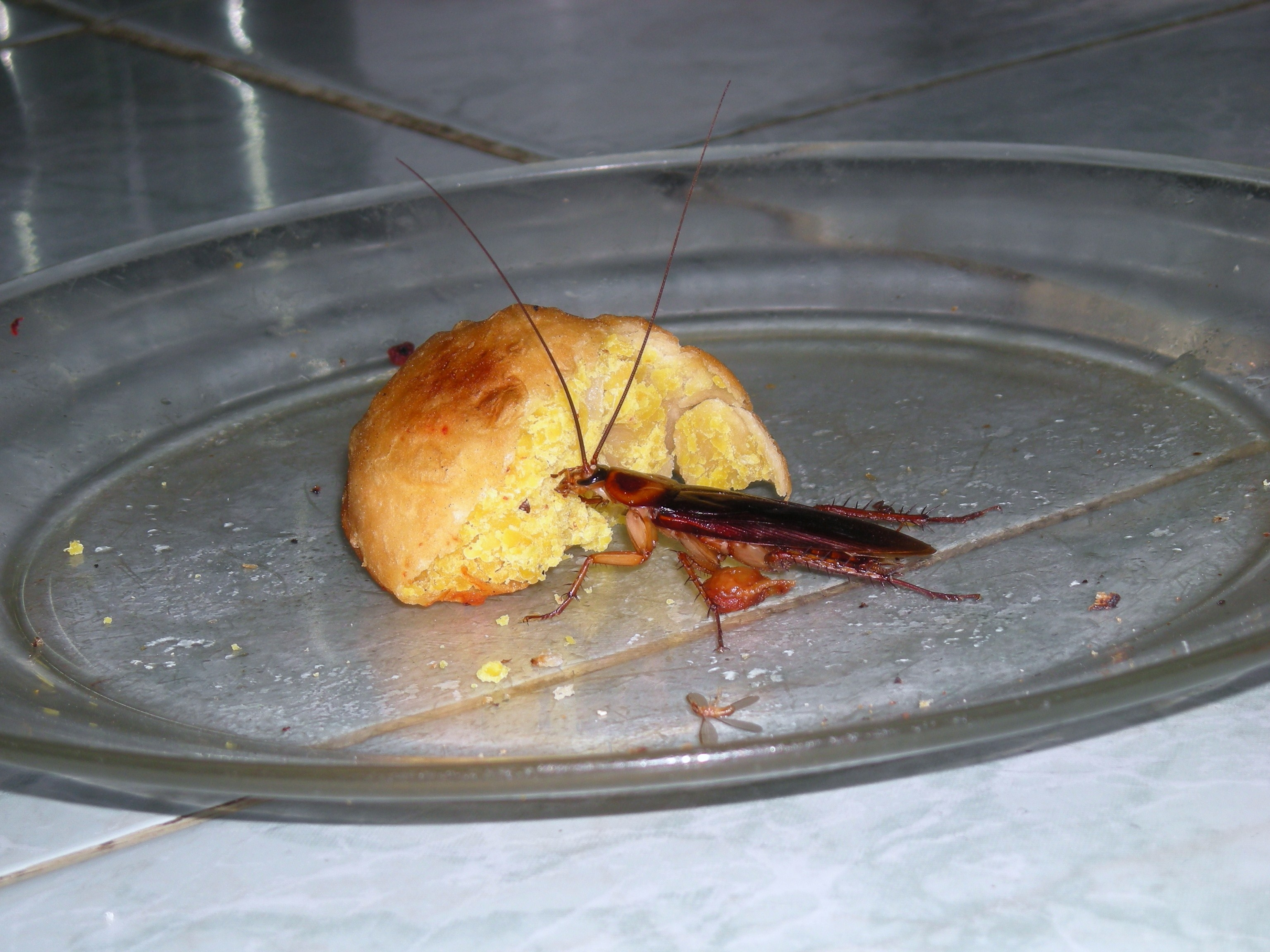
Таракан лакомится мучным изделием

Periplaneta americana — всеядные насекомые. Питаются разлагающимся органическим материалом, но с недавнего времени отмечено, что тараканы стали питаться практически всем, в том числе и свежими отходами. Также были отмечены питающимися бумагой, обувными изделиями, мылом, волосами, фруктами, книжными переплётами, хлебом, рыбой, мясом, жиром, арахисом, старым рисом, перебродившим саке, мягкими тканями внутри животных, одеждой и мёртвыми насекомыми, в том числе и мёртвыми соплеменниками..

### Естественные враги
Бациллы Bacillus cereus способны поразить тараканов и убить их в течение 96 часов. У тараканов, заражённых бактерией Micrococcus nigrofasciens, начинают отпадать конечности. Протеобактерии Pseudomonas fluorescens также могут быть патогенными для тараканов, а Serratia marcescens вырабатывает смертельные для них токсины.
Если таракан съест споры грибка Beauveria bassiana или эти споры осядут на тело насекомого, то таракана сначала парализует, а затем он погибнет.
Тараканов поражают протозои вида Balantidium ovatum, а Plistophora periplanetae (=Nosema periplanetae), повреждая мальпигиевые сосуды и желудок.
Нематоды Mermis, попав в полость тела таракана, могут вызвать смерть насекомого. Oxyspirura mansoni проникают в стенки желудка, из-за них тело насекомого раздувается. Нематоды Neoaplectana, Hammerschmidtiella diesingi, Moniliformis moniliformis, Thelastoma bulhoesi, Thelastoma periplaneticola и Leidynema appendiculatum тоже паразитируют в тараканах.
Иногда тараканов атакуют клещи вида Rhizoglyphus tarsalus .
На оотеках тараканов паразитируют некоторые перепончатокрылые (Evania appendigaster, Aprostocetus hagenowii, Melittobia chalybii, Tetrastichus hagenowii, Anastatus tenuipes, Prosevania punctata). Одна личинка Evania appendigaster в оотеке таракана способна уничтожить все имеющиеся в ней яйца.
Смертельные паразиты тараканов — личинки жесткокрылых вида Ripidius pectinicornis.
Хищниками тараканов являются скорпионы Centruroides gracilis, Euscorpius germanus и Hadrurus arizonensis, паук Avicularia avicularia, многоножка Scutigera coleoptrata.  Тараканами питаются также клопы вида Spiniger domesticus. Перепончатокрылые некоторых видов из семейства роющих ос (Ampulex amoena, Ampulex compressa и Trirhogma caerulea) охотятся на тараканов. Тараканы входят в рацион Anolis cristatellus, Bufo valliceps, Hyla cinerea, Rana pipiens и Gallus gallus domesticus.

## Жизненный цикл

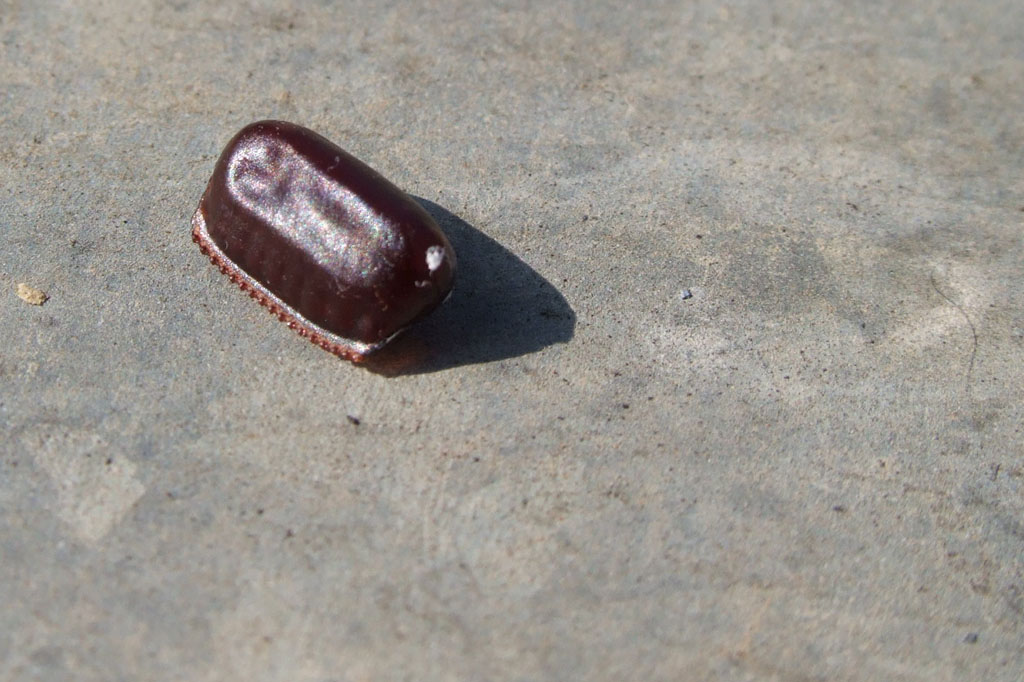
Оотека.

Жизненный цикл Periplaneta americana состоит из трёх стадий: яйцо, нимфа и имаго. Полный жизненный цикл от яйца до имаго длится около 600 дней, из которых около 400 дней проходит в имагинальной стадии. На длительность развития насекомых влияют внешние факторы, такие как температура и влажность внешней среды.
Самки откладывают от 15 до 90 оотек, каждая из которых вмещает от 14 до 16 яиц. Спустя примерно неделю после копуляции у самок начинают образовываться оотеки. В пик репродуктивного периода за неделю у самок образуется две оотеки.

## Американский таракан и человек
Данный вид считается вредителем. Тараканы наносят значительный вред здоровью человека и экономике. Являются переносчиками различных бактериальных болезней. Люди заражаются ими посредством пищи, на которой питались тараканы, которые прежде касались мест, где жили болезнетворные бактерии. Сами тараканы способны вызывать у людей аллергию. У 50—60 % людей, страдающих атопическим дерматитом и астмой, сильная аллергическая реакция на экстракт тараканов. Чувствительность к аллергенам тараканов имеется у 79 % детей-астматиков, живущих в домах, обильно заселённых тараканами.

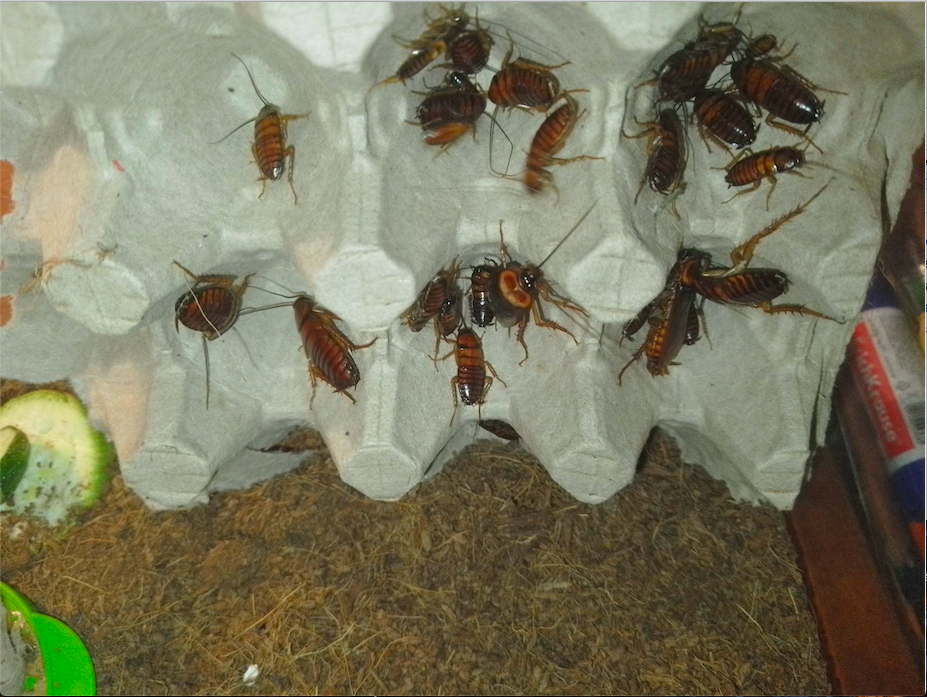
Домашняя колония Американских тараканов

Тем не менее этот вид тараканов иногда разводят как кормовую культуру для кормления пресмыкающихся и хищных насекомых. При содержании этого вида тараканов следует плотно закрывать крышку террариума, так как этот вид хорошо лазает по стеклу, и, как следствие, может выбраться из террариума. В остальном его содержание не отличается от других кормовых тараканов, как, например, Туркестанского и Аргентинского.